# Mistrzostwa Świata w Zapasach 2021
Mistrzostwa Świata w Zapasach 2021 odbyły się w dniach 2–10 października w Oslo w Norwegii, w Jordal Amfi.

## Reprezentacja Polski[2]
(24 walk wygranych, 26 przegranych) 

### kobiety
- styl wolny
  - Anna Łukasiak (AZS-AWF Warszawa) – 15 m. (50 kg) * W pierwszej rundzie przegrała z Migleną Seliszką z Bułgarii.

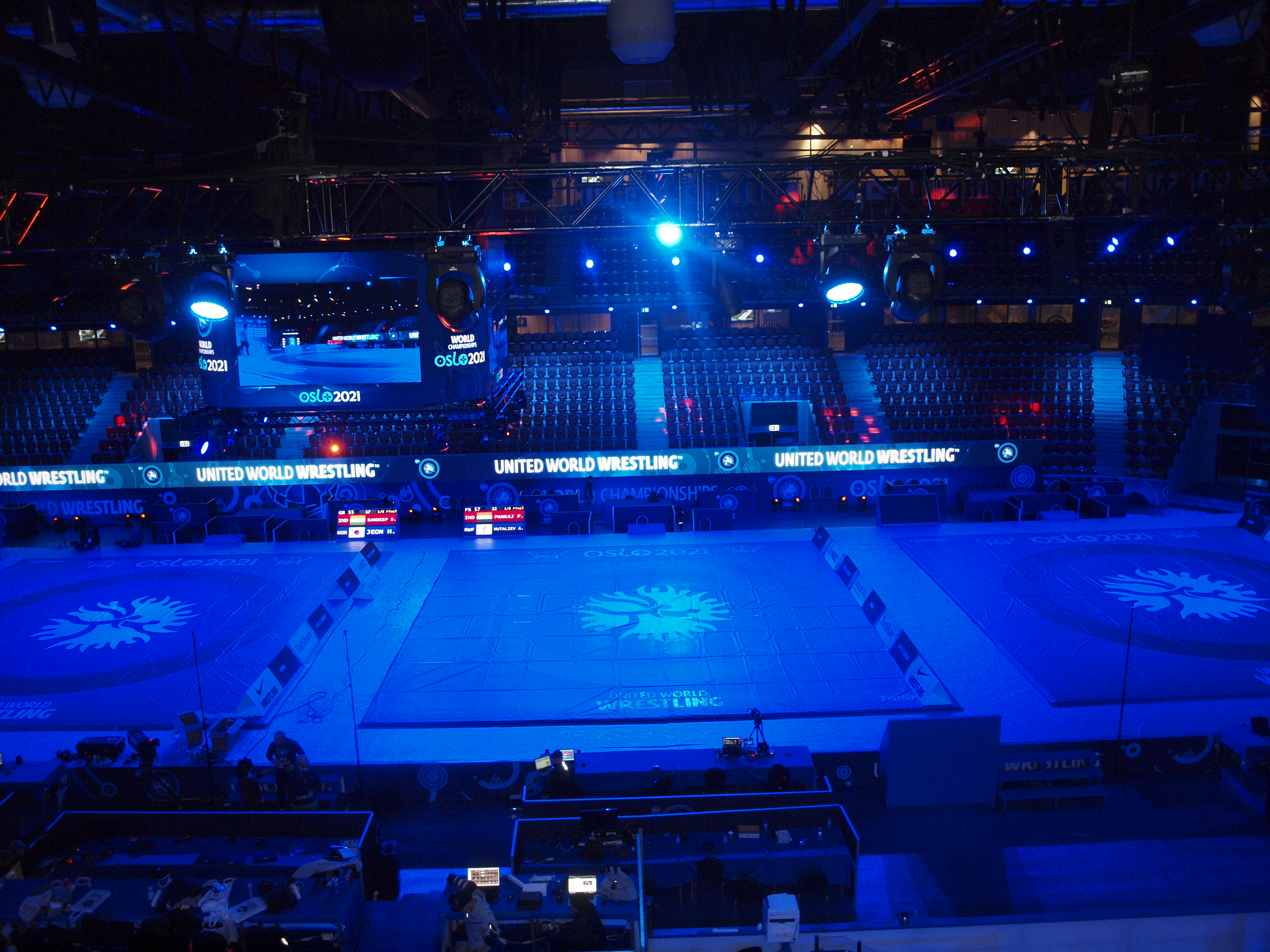
Hala Jordal

  - Katarzyna Krawczyk (Cement-Gryf Chełm) – 3 m. (53 kg) * W 1/8 wygrała z Amy Fearnside z USA, w ćwierćfinale ze Szwedką Jonną Malmgren. W półfinale przegrała z Japonką Akari Fujinami. W pojedynku o brązowy medal pokonała Luise Valverde z Ekwadoru.
  - Roksana Zasina (Zgierskie Towarzystwo Atletyczne) – 9 m. (55 kg) * Przegrała w 1/8 z Japonką Tsugumi Sakurai i w repasażu z Ołeksandrą Chomeneć.
  - Patrycja Gil (WLKS Siedlce) – 12 m. (57 kg) * W 1/8 przegrała z Wieroniką Czumikową z Rosji.
  - Jowita Wrzesień (CSiR Dąbrowa Górnicza) – 12 m. (59 kg) * W 1/8 przegrała z Sarą Lindborg ze Szwecji.
  - Aleksandra Wólczyńska (WZS WKS Grunwald Poznań) – 11 m. (62 kg) * W 1/8 wygrała z Meksykanką Alejandrą Romero, a w ćwierćfinale przegrała z Brazylijką Laís Nunes.
  - Kamila Kulwicka (ZKS Slavia Ruda Śląska) – 14 m. (65 kg) * W 1/8 przegrała z Bułgarką Mimi Christową.
  - Natalia Strzałka (ZKS Slavia Ruda Śląska) – 11 m. (68 kg) * W pierwszej rundzie przegrała z Rosjanką Chanum Wielijewą.

### mężczyźni
- styl klasyczny
  - Mateusz Bernatek (AKS Piotrków Trybunalski) – 7 m. (67 kg) * W pierwszej rundzie wygrał z Ryu Han-su z Korei Południowej, a w 1/8 przegrał z Rosjaninem Nazirem Abdułłajewem. W repasażach wygrał z Węgrem Istvánem Vánczą i przegrał z Turkiem Muratem Fıratem.
  - Gework Sahakian  (Cartusia Kartuzy) – 3 m. (72 kg) * W 1/8 wygrał z Francuzem Ibrahimem Ghanimi, a w ćwierćfinale przegrał z Rosjaninem Siergiejem Kutuzowem. W repasażu pokonał Mołdawianina Valentina Petica, a w pojedynku o brązowy medal wygrał z Cengizem Arslanem z Turcji.
  - Patryk Bednarz (Olimpijczyk Radom) – 25 m. (77 kg) * W pierwszej rundzie przegrał z Timurem Bierdijewem z Białorusi.
  - Edgar Babayan (Sobieski Poznań) – 7 m. (82 kg) * W pierwszej walce wygrał z Rohanem Kalischem z Australii, a w 1/8 przegrał z Białorusinem Radikiem Kulijewem.
  - Arkadiusz Kułynycz (Olimpijczyk Radom) – 3 m. (87 kg) * W pierwszej walce wygrał z Japończykiem Takahiro Tsuruda, a w 1/8 przegrał z Kiryłem Maskiewiczem z Białorusi. W repasażu wygrał z Turkiem Metehanem Başarem. W pojedynku o trzecie miejsce pokonał Istvána Takácsa z Węgier.
  - Gerard Kurniczak (Sobieski Poznań) – 15 m. (97 kg) * W pierwszym pojedynku wygrał z Yūta Narą z Japonii, a w 1/8 przegrał z Giorgi Melią z Gruzji.
  - Rafał Krajewski (Legia Warszawa) – 15 m. (130 kg) * W 1/8 przegrał z Turkiem Osmanem Yıldırımem.
- styl wolny
  - Eduard Grigorew (LKS Mazowsze Teresin) – 12 m. (61 kg) * W 1/16 wygrał z Nikołajem Ochłopkowem z Rumunii, a w 1/8 przegrał z Japończykiem Toshihiro Hasegawa.
  - Krzysztof Bieńkowski (AKS Białogard) – 5 m. (65 kg) * W 1/8 wygrał z Gruzinem Edemi Bolkvadze, a w 1/4 przegrał z Irańczykiem Amirem Jazdanim. W repasażu wygrał z Sebastianem Riverą z Portoryko, a pojedynku o brązowy medal przegrał z Alibekiem Osmonovem z Kirgistanu.
  - Magomedmurad Gadżijew (AKS Piotrków Trybunalski) – 1 m. (70 kg) * Wygrał z Nicolae Cojocaru z Wielkiej Brytanii, Carlosem Romero z Chile, w ćwierćfinale z Gruzinem Zurabi Iakobiszwilim, a w półfinale z Azerem Turanem Bayramovem. W finale pokonał Ernazara Akmatalijewa z Kirgistanu.
  - Kamil Rybicki (LKS Mazowsze Teresin) – 24 m. (74 kg) * W pierwszej walce przegrał z Chietagiem Cabołowem z Serbii.
  - Sebastian Jezierzański (LKS Dąb Brzeźnica) – 22 m. (86 kg) * W pierwszej walce przegrał z Azamatem Dauletbekowem z Kazachstanu.
  - Zbigniew Baranowski (AKS Białogard) – 10 m. (92 kg) * W 1/8 wygrał z Turkiem Erhanem Yaylacım, a w ćwierćfinale przegrał z Osman Nurmagomiedow z Azerbejdżanu.
  - Radosław Baran (WZS WKS Grunwald Poznań) – 12 m. (97 kg) * W pierwszej rundzie pokonał Bułgara Ahmeda Bataeva, a potem przegrał z Magomedgadjiem Nurovem z Macedonii Północnej.
  - Robert Baran (LKS Ceramik Krotoszyn) – 10 m. (125 kg) * W pierwszej walce wygrał z Finem Jere Heino, a w 1/8 przegrał z Turkiem Tahą Akgülem.

## Klasyfikacja medalowa
Gospodarz zawodów został zaznaczony kolorem.
| Miejsce | Kraj                                | Złoto | Srebro | Brąz | Razem |
| 1       | Iran                                | 7     | 3      | 3    | 13    |
| 2       | Stany Zjednoczone                   | 5     | 5      | 5    | 15    |
| 3       | Japonia                             | 5     | 3      | 4    | 12    |
| 4       | Rosyjska Federacja Zapaśnicza (RWF) | 4     | 5      | 9    | 18    |
| 5       | Kirgistan                           | 2     | 2      | 2    | 6     |
| 6       | Mołdawia                            | 2     | 1      | 0    | 3     |
| 7       | Azerbejdżan                         | 1     | 1      | 4    | 6     |
| 8       | Polska                              | 1     | 0      | 3    | 4     |
| 9       | Armenia                             | 1     | 0      | 1    | 2     |
| 10      | Bułgaria                            | 1     | 0      | 0    | 1     |
| .       | Serbia                              | 1     | 0      | 0    | 1     |
| 12      | Gruzja                              | 0     | 2      | 6    | 8     |
| 13      | Niemcy                              | 0     | 1      | 3    | 4     |
| .       | Turcja                              | 0     | 1      | 3    | 4     |
| 15      | Białoruś                            | 0     | 1      | 1    | 2     |
| .       | Indie                               | 0     | 1      | 1    | 2     |
| .       | Kazachstan                          | 0     | 1      | 1    | 2     |
| 18      | Estonia                             | 0     | 1      | 0    | 1     |
| .       | Węgry                               | 0     | 1      | 0    | 1     |
| .       | Słowacja                            | 0     | 1      | 0    | 1     |
| 21      | Mongolia                            | 0     | 0      | 6    | 6     |
| 22      | Ukraina                             | 0     | 0      | 3    | 3     |
| 23      | Kanada                              | 0     | 0      | 1    | 1     |
| .       | Egipt                               | 0     | 0      | 1    | 1     |
| .       | Litwa                               | 0     | 0      | 1    | 1     |
| .       | Norwegia                            | 0     | 0      | 1    | 1     |
| .       | Szwecja                             | 0     | 0      | 1    | 1     |
| Razem   | Razem                               | 30    | 30     | 60   | 120   |

## Rezultaty

### Mężczyźni

#### Styl klasyczny
| Konkurencja         | Złoto               | Srebro                | Brąz                              |
| Kategoria do 55 kg  | Ken Matsui          | Emin Siefierszajew    | Eldəniz Əzizli Nugzari Curcumia   |
| Kategoria do 60 kg  | Victor Ciobanu      | Żołaman Szarszenbekow | Murad Məmmədov Stiepan Marianian  |
| Kategoria do 63 kg  | Meysam Dalkhani     | Leri Abuladze         | Kensuke Shimizu Lenur Tiemirow    |
| Kategoria do 67 kg  | Mohammadreza Garaji | Nazir Abdułłajew      | Ramaz Zoidze Ałmat Kiebispajew    |
| Kategoria do 72 kg  | Malchas Amojan      | Siergiej Kutuzow      | Gework Sahakian Kristupas Šleiva  |
| Kategoria do 77 kg  | Roman Własow        | Sənan Süleymanov      | Roland Schwarz Mohammadali Garaji |
| Kategoria do 82 kg  | Rafiq Hüseynov      | Burhan Akbudak        | Adłan Akijew Peżman Posztam       |
| Kategoria do 87 kg  | Zurab Datunaszwili  | Kirył Maskiewicz      | Arkadiusz Kułynycz Lasza Gobadze  |
| Kategoria do 97 kg  | Mohammadhadi Saravi | Alex Szőke            | G’Angelo Hancock Artur Sargsian   |
| Kategoria do 130 kg | Aliakbar Jusefi     | Zurabi Gedechauri     | Iakobi Kadżaia Oskar Marvik       |

#### Styl wolny
| Konkurencja         | Złoto                 | Srebro                 | Brąz                                   |
| Kategoria do 57 kg  | Thomas Gilman         | Alireza Sarlak         | Aryjan Tiutrin Horst Lehr              |
| Kategoria do 61 kg  | Abasgadży Magomiedow  | Daton Fix              | Arsen Harutiunian Toshihiro Hasegawa   |
| Kategoria do 65 kg  | Zagir Szachijew       | Amir Mohammad Jazdani  | Tulga Tumurochir Alibek Osmonov        |
| Kategoria do 70 kg  | Magomedmurad Gadżijew | Ernazar Akmatalijew    | Zurabi Iakobiszwili Jewgienij Żerbajew |
| Kategoria do 74 kg  | Kyle Dake             | Tajmuraz Sałkazanow    | Fazlı Eryılmaz Timur Biżojew           |
| Kategoria do 79 kg  | Jordan Burroughs      | Mohammad Nochodilarimi | Radik Walijew Nika Kenczadze           |
| Kategoria do 86 kg  | Hasan Jazdani         | David Taylor           | Abubakr Abakarow Artur Najfonow        |
| Kategoria do 92 kg  | Kamran Ghasempur      | Magomied Kurbanow      | Osman Nurmagomiedow J’den Cox          |
| Kategoria do 97 kg  | Abdułraszyd Sadułajew | Kyle Snyder            | Mahamed Zakarijew Modżtaba Golejdż     |
| Kategoria do 125 kg | Amir Hosejn Zare      | Geno Petriaszwili      | Mönchtörijn Lchagwagerel Taha Akgül    |

### Kobiety

#### Styl wolny
| Konkurencja        | Złoto                | Srebro              | Brąz                                        |
| Kategoria do 50 kg | Remina Yoshimoto     | Sarah Hildebrandt   | Dolgordżawyn Otgondżargal Nadieżda Sokołowa |
| Kategoria do 53 kg | Akari Fujinami       | Iulia Leorda        | Samantha Stewart Katarzyna Krawczyk         |
| Kategoria do 55 kg | Tsugumi Sakurai      | Nina Hemmer         | Jenna Burkert Ołeksandra Chomeneć           |
| Kategoria do 57 kg | Helen Maroulis       | Anshu Malik         | Erchembajaryn Dawaaczimeg Sae Nanjō         |
| Kategoria do 59 kg | Bilana Dudowa        | Akie Hanai          | Sarita Baatardżawyn Szoowdor                |
| Kategoria do 62 kg | Ajsułuu Tynybekowa   | Kayla Miracle       | Enchbatyn Gantujaa Nonoka Ozaki             |
| Kategoria do 65 kg | Irina Rîngaci        | Miwa Morikawa       | Forrest Molinari Johanna Mattsson           |
| Kategoria do 68 kg | Meerim Dżumanazarowa | Rin Miyaji          | Tamyra Mensah Chanum Wielijewa              |
| Kategoria do 72 kg | Masako Furuichi      | Żamiła Bakbergenowa | Buse Tosun Anna Schell                      |
| Kategoria do 76 kg | Adeline Gray         | Epp Mäe             | Ajperi Medet kyzy Samar Amir Ibrahim Hamza  |